# حكاية تو (رواية)
حكاية تو رواية من تأليف الأديب المصري الراحل فتحي غانم صدرت للمرة الأولى عن دار الهلال للطباعة النشر والتوزيع ضمن سلسلة روايات الهلال في أوّل ديسمبر عام 1987، واقتُبس عنها في عام 1989 فيلم سينمائيّ بعنوان «حكاية تو» أخرجه المخرج المصري يحيى العلمي وقام ببطولته محمود الجندي وفريد شوقي، وصلاح ذو الفقار.

## عن الرواية
استوحى فتحي غانم أحداث رواية حكاية تو من وقائع حقيقيّة ومن حوادث التعذيب التي مارستها السلطة القمعيّة في مصر ضد المعتقلين الشيوعيين في ليلة رأس السنة عام 1959 تحت زعم أنّهم مخربون يضرون بأمن ومصالح البلاد، والتي أودت بحياة المناضل اليساري شهدي عطية. تدور أحداث الرواية حول ضابط شرطة مُتقاعد يُدعى "زهدي" يستعين يأحد الصحفيين الشباب لكي يُدلي له باعترافات عن ما كان يُمارسه من تعذيب للمُعتقلين السياسيين أثناء عمله في أحد المُعتقلات عام 1960 ويطلب منه نشرها في كتاب بغرض التطهر من الذنب. يعترف "زهدي" للصحفي الشاب أيضًا أنّه قد عذّب أحد هؤلاء المُعتقلين السياسيين حتّى الموت ليتوصّل بعد سنوات إلى ابن لمعتقل القتيل وهو شاب في منتصف العشرينات يُدعى "توفيق" أو "تو" ويجد أنّ الحلّ الذي يريح ضميره تجاه هذا الشاب هو مساعدته على العمل في النادي الذي يرتاده حتى يتمكّن من إكمال دراسته. يشعر الصحفيّ بالخطر بعد أن هالته اعترافات الضابط عن وقائع التعذيب، ويخشى أن يقع هو نفسه إن نشر مسودة الكتاب في قبضة ذات السلطة التي سمحت لذلك الضابط بفعل كل هذه الفظائع. ينتصر الصحفي في النهاية لرغبته في نشر الحقيقة ولكنه يفقد قدرته على كتابة أي عمل أدبي آخر بعدما ينتهي من كتابة مسودة الكتاب.

## شخصيات الرواية
- توفيق (تو): شاب في الخامسة والعشرين من عمره يعمل بأحد الأندية التي ترتادها الطبقة المُترفة بعدما يُقتل والده في أحد المعتقلات بفعل التعذيب.
- اللواء زهدي: ضابط متقاعد فظ بذيء تُثقل كاهله وتُطارده في كوابيسه جرائم التعذيب التي ارتكبها في حق السجناء السياسيين.
- الراوي: صحفي شاب يحاول كتابة اعترافات اللواء زهدي لنشرها في عمل أدبيّ.

## روابط خارجية
- صفحة الرواية على موقع جود ريدز